# Elezioni parlamentari in Danimarca del 2001
Le elezioni parlamentari in Danimarca del 2001 si tennero il 20 novembre per il rinnovo del Folketing. In seguito all'esito elettorale, Anders Fogh Rasmussen, espressione di Venstre, divenne Ministro di Stato.

## Risultati
| Liste                         | Voti      | %     | Seggi |
| ----------------------------- | --------- | ----- | ----- |
| Venstre                       | 1 077 858 | 31,25 | 56    |
| Socialdemocratici             | 1 003 023 | 29,08 | 52    |
| Partito Popolare Danese       | 413 987   | 12,00 | 22    |
| Partito Popolare Conservatore | 312 770   | 9,07  | 16    |
| Partito Popolare Socialista   | 219 842   | 6,37  | 12    |
| Sinistra Radicale             | 179 023   | 5,19  | 9     |
| Alleanza Rosso-Verde          | 82 685    | 2,40  | 4     |
| Partito Popolare Cristiano    | 78 793    | 2,28  | 4     |
| Democratici di Centro         | 61 031    | 1,77  | –     |
| Partito del Progresso         | 19 340    | 0,56  | –     |
| Altri                         | 1 016     | 0,03  | –     |
| Fær Øer e Groenlandia         | –         | –     | 4     |
| Totale                        | 3 449 668 | 100   | 179   |